# Zenithoptera anceps
Zenithoptera anceps là loài chuồn chuồn trong họ Libellulidae. Loài này được Pujol-Luz miêu tả khoa học đầu tiên năm 1993.